# Cássio Ramos
Cássio Ramos (Veranópolis, 6 giugno 1987) è un calciatore brasiliano, portiere del Cruzeiro.

## Carriera

### Club
Cresce nelle giovanili del Gremio. Nel 2007 si trasferisce al PSV Eindhoven dove resta fino al 2011 disputando solamente tre partite ma trasferendosi nel contempo, nel 2009, allo Sparta Rotterdam, per poi fare ritorno nella stagione successiva alla compagine di Eindhoven. Il 29 settembre 2011 rescinde il suo contratto con il PSV , con cui aveva vinto l'Eredivisie 2007-2008, ma sempre giocando da secondo portiere.
Il 5 gennaio 2012 firma un contratto con il Corinthians. Con la squadra paulista vince la Copa Libertadores e poi il Mondiale per Club, nella cui finale è premiato come migliore in campo e viene nominato miglior giocatore della competizione. Vince la Recopa Sudamericana 2013.

### Nazionale
Conta varie presenze nel Brasile Under-20, ed è stato chiamato più volte da Dunga, ex CT del Brasile, senza mai debuttare. Convocato dal tecnico della nazionale verdeoro Tite, debutta in Nazionale Maggiore il 10 novembre 2017 nell'amichevole contro il Giappone, vinta dai sudamericani per 3 reti a 1, subentrando all'inizio del secondo tempo al portiere titolare Alisson. Il 14 maggio 2018 figura nell'elenco dei 23 convocati al Mondiale di Russia 2018 con il ruolo di terzo portiere. Nel 2019 vince la Copa America.

## Statistiche

### Presenze e reti nei club
Statistiche aggiornate al 13 dicembre 2024.
| Stagione           | Squadra            | Campionato         | Campionato | Campionato | Coppe nazionali | Coppe nazionali | Coppe nazionali | Coppe continentali | Coppe continentali | Coppe continentali | Altre coppe | Altre coppe | Altre coppe | Totale | Totale |
| Stagione           | Squadra            | Comp               | Pres       | Reti       | Comp            | Pres            | Reti            | Comp               | Pres               | Reti               | Comp        | Pres        | Reti        | Pres   | Reti   |
| ------------------ | ------------------ | ------------------ | ---------- | ---------- | --------------- | --------------- | --------------- | ------------------ | ------------------ | ------------------ | ----------- | ----------- | ----------- | ------ | ------ |
| 2006               | Grêmio             | A                  | 1          | 0          | CB              | 0               | 0               |                    | -                  | -                  |             | -           | -           | 1      | 0      |
| gen-lug 2007       | Grêmio             | A                  | 0          | 0          |                 | -               | -               |                    | -                  | -                  |             | -           | -           | 0      | 0      |
| Totale Grêmio      | Totale Grêmio      | Totale Grêmio      | 1          | 0          |                 | 0               | 0               |                    | -                  | -                  |             | -           | -           | 1      | 0      |
| 2007-2008          | PSV                | ED                 | 0          | 0          |                 | -               | -               |                    | -                  | -                  |             | -           | -           | 0      | 0      |
| lug-dic 2008       | PSV                | ED                 | 1          | -1         | CO              | 1               | 0               | UCL                | 0                  | 0                  |             | -           | -           | 2      | -1     |
| gen-giu 2009       | Sparta Rotterdam   | ED                 | 14         | -19        |                 | -               | -               |                    | -                  | -                  |             | -           | -           | 14     | -19    |
| 2009-2010          | PSV                | ED                 | 0          | 0          | CO              | 0               | 0               | UEL                | 0                  | 0                  |             | -           | -           | 0      | 0      |
| 2010-2011          | PSV                | ED                 | 2          | -3         | CO              | 0               | 0               | UEL                | 1                  | 0                  |             | -           | -           | 3      | -3     |
| lug-set 2011       | PSV                | ED                 | 0          | 0          |                 | -               | -               |                    | -                  | -                  |             | -           | -           | 0      | 0      |
| Totale PSV         | Totale PSV         | Totale PSV         | 3          | -4         |                 | 1               | 0               |                    | 1                  | 0                  |             | -           | -           | 5      | -4     |
| 2012               | Corinthians        | A1/SP+A            | 1+32       | 0+-32      |                 | -               | -               | CL                 | 8                  | -2                 | CMC         | 2           | 0           | 43     | -34    |
| 2013               | Corinthians        | A1/SP+A            | 8+29       | -7+-17     | CB              | 3               | -1              | CL                 | 7                  | -4                 | RS          | 2           | -1          | 49     | -30    |
| 2014               | Corinthians        | A1/SP+A            | 8+35       | -7+-28     | CB              | 8               | -7              |                    | -                  | -                  |             | -           | -           | 51     | -42    |
| 2015               | Corinthians        | A1/SP+A            | 13+35      | -9+-29     | CB              | 2               | -4              | CL                 | 10                 | -7                 |             | -           | -           | 60     | -49    |
| 2016               | Corinthians        | A1/SP+A            | 13+21      | -9+-25     | CB              | 2               | -1              | CL                 | 8                  | -6                 |             | -           | -           | 44     | -41    |
| 2017               | Corinthians        | A1/SP+A            | 17+35      | -10+-29    | CB              | 6               | -3              | CS                 | 6                  | -3                 |             | -           | -           | 64     | -45    |
| 2018               | Corinthians        | A1/SP+A            | 18+27      | -13+-24    | CB              | 8               | -5              | CL                 | 7                  | -6                 |             | -           | -           | 60     | -48    |
| 2019               | Corinthians        | A1/SP+A            | 18+32      | -12+-28    | CB              | 7               | -7              | CS                 | 10                 | -8                 |             | -           | -           | 67     | -55    |
| 2020               | Corinthians        | A1/SP+A            | 15+36      | -10+-45    | CB              | 2               | -2              |                    | -                  | -                  |             | -           | -           | 53     | -57    |
| 2021               | Corinthians        | A1/SP+A            | 11+37      | -8+-36     | CB              | 4               | -3              | CS                 | 6                  | -6                 |             | -           | -           | 58     | -53    |
| 2022               | Corinthians        | A1/SP+A            | 12+34      | -10+-28    | CB              | 9               | -7              | CL                 | 9                  | -6                 |             | -           | -           | 64     | -51    |
| 2023               | Corinthians        | A1/SP+A            | 11+37      | -10+-48    | CB              | 8               | -10             | CL+CS              | 4+6                | -6+-5              |             | -           | -           | 66     | -79    |
| gen-lug 2024       | Corinthians        | A1/SP+A            | 10+3       | -13+-3     | CB              | 1               | 0               | CS                 | 3                  | -2                 |             | -           | -           | 17     | -18    |
| Totale Corinthians | Totale Corinthians | Totale Corinthians | 548        | -490       |                 | 60              | -50             |                    | 84                 | -61                |             | 4           | -1          | 696    | -602   |
| lug-dic 2024       |                    | A                  | 21         | -19        |                 | -               | -               | CS                 | 7                  | -7                 |             | -           | -           | 28     | -26    |
| Totale carriera    | Totale carriera    | Totale carriera    | 587        | -532       |                 | 61              | -50             |                    | 92                 | -68                |             | 4           | -1          | 744    | -651   |

### Cronologia presenze e reti in nazionale
| Cronologia completa delle presenze e delle reti in nazionale ― Brasile | Cronologia completa delle presenze e delle reti in nazionale ― Brasile | Cronologia completa delle presenze e delle reti in nazionale ― Brasile | Cronologia completa delle presenze e delle reti in nazionale ― Brasile | Cronologia completa delle presenze e delle reti in nazionale ― Brasile | Cronologia completa delle presenze e delle reti in nazionale ― Brasile | Cronologia completa delle presenze e delle reti in nazionale ― Brasile | Cronologia completa delle presenze e delle reti in nazionale ― Brasile |
| Data                                                                   | Città                                                                  | In casa                                                                | Risultato                                                              | Ospiti                                                                 | Competizione                                                           | Reti                                                                   | Note                                                                   |
| ---------------------------------------------------------------------- | ---------------------------------------------------------------------- | ---------------------------------------------------------------------- | ---------------------------------------------------------------------- | ---------------------------------------------------------------------- | ---------------------------------------------------------------------- | ---------------------------------------------------------------------- | ---------------------------------------------------------------------- |
| 10-11-2017                                                             | Lilla                                                                  | Giappone                                                               | 1 – 3                                                                  | Brasile                                                                | Amichevole                                                             | -1                                                                     | 46’                                                                    |
| Totale                                                                 |                                                                        | Presenze                                                               | 1                                                                      |                                                                        | Reti                                                                   | -1                                                                     |                                                                        |

## Palmarès

### Club

#### Competizioni statali
- Campionato paulista: 4

Corinthians: 2013, 2017, 2018, 2019

#### Competizioni nazionali
- Campionato olandese: 1

PSV: 2007-2008
- Campionato brasiliano: 2

Corinthians: 2015, 2017

#### Competizioni internazionali
- Coppa Libertadores: 1

Corinthians: 2012
- Coppa del mondo per club: 1

Corinthians: 2012
- Recopa Sudamericana: 1

Corinthians: 2013

### Nazionale
- Campionato sudamericano Under-20: 1

Paraguay 2007
- Coppa America: 1

Brasile 2019

### Individuale
- Miglior giocatore della Coppa del mondo per club FIFA: 1

2012